# Castelbiague
Castelbiague (en occitan, Castèthviague) est une commune française située dans le sud-ouest du département de la Haute-Garonne, en région Occitanie. Sur le plan historique et culturel, la commune est dans le pays de Comminges, correspondant à l’ancien comté de Comminges, circonscription de la province de Gascogne située sur les départements actuels du Gers, de la Haute-Garonne, des Hautes-Pyrénées et de l'Ariège.
Exposée à un climat océanique altéré, elle est drainée par l'Arbas, le Rucan, le Rieuaris et par divers autres petits cours d'eau. La commune possède un patrimoine naturel remarquable composé de trois zones naturelles d'intérêt écologique, faunistique et floristique.
Castelbiague est une commune rurale qui compte 243 habitants en 2022, après avoir connu un pic de population de 573 habitants en 1836. Ses habitants sont appelés les Castelbiaguais ou  Castelbiaguaises.

## Géographie

### Localisation
La commune de Castelbiague se trouve dans le département de la Haute-Garonne, en région Occitanie.
Elle se situe à 76 km à vol d'oiseau de Toulouse, préfecture du département, à 18 km de Saint-Gaudens, sous-préfecture, et à 38 km de Bagnères-de-Luchon, bureau centralisateur du canton de Bagnères-de-Luchon dont dépend la commune depuis 2015 pour les élections départementales.
La commune fait en outre partie du bassin de vie de Salies-du-Salat.
Les communes les plus proches sont : 
Montastruc-de-Salies (2,7 km), Montgaillard-de-Salies (2,9 km), Urau (3,4 km), Chein-Dessus (3,8 km), Saleich (3,9 km), Rouède (3,9 km), Arbas (4,7 km), His (4,8 km).
Sur le plan historique et culturel, Castelbiague fait partie du pays de Comminges, correspondant à l’ancien comté de Comminges, circonscription de la province de Gascogne située sur les départements actuels du Gers, de la Haute-Garonne, des Hautes-Pyrénées et de l'Ariège.
Castelbiague est limitrophe de quatre autres communes.
Les communes limitrophes sont  Montastruc-de-Salies, Montgaillard-de-Salies, Saleich et Urau.
|                      |              |         |
| Montastruc-de-Salies | Castelbiague | Saleich |
|                      |              | Urau    |

### Géologie et relief
La superficie de la commune est de 584 hectares ; son altitude varie de 334  à   702 mètres.

### Hydrographie

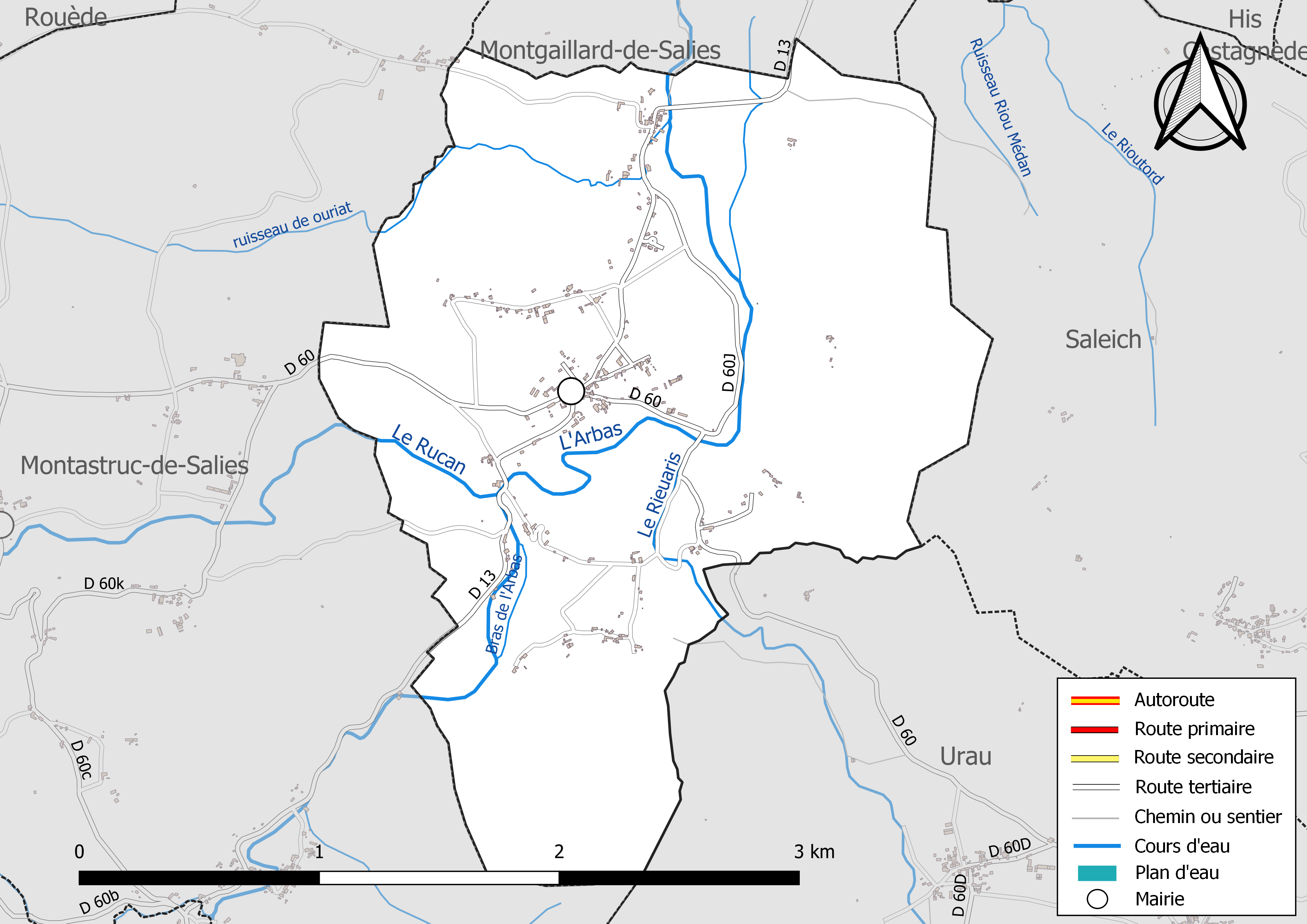
Réseaux hydrographique et routier de Castelbiague.

La commune est dans le bassin de la Garonne, au sein du bassin hydrographique Adour-Garonne. Elle est drainée par l'Arbas, le Rucan, le Rieuaris, un bras de l'Arbas, le ruisseau de ouriat et par un petit cours d'eau, constituant un réseau hydrographique de 8 km de longueur totale,.
L'Arbas, d'une longueur totale de 18,5 km, se forme dans la vallée de Campan en Haute-Bigorre de la réunion de trois torrents : l'Adour de Payolle, l'Adour de Gripp et l'Adour de Lesponne et s'écoule vers le nord. Il traverse la commune et se jette dans le Salat à Mane, après avoir traversé 7 communes.
Le Rucan, d'une longueur totale de 12,1 km, prend sa source dans la commune d'Aspet et s'écoule vers le nord puis se réoriente vers l'est. Il se jette dans l'Arbas sur le territoire communal, après avoir traversé 4 communes.

### Climat
Pour des articles plus généraux, voir Climat de l'Occitanie et Climat de la Haute-Garonne.
En 2010, le climat de la commune est de type climat océanique altéré, selon une étude s'appuyant sur une série de données couvrant la période 1971-2000. En 2020, Météo-France publie une typologie des climats de la France métropolitaine dans laquelle la commune est exposée à un climat de montagne ou de marges de montagne et est dans la région climatique Pyrénées centrales, caractérisée par une pluviométrie annuelle de 1 000 à 1 200 mm.
Pour la période 1971-2000, la température annuelle moyenne est de 12,3 °C, avec une amplitude thermique annuelle de 14,6 °C. Le cumul annuel moyen de précipitations est de 954 mm, avec 9,5 jours de précipitations en janvier et 7 jours en juillet. Pour la période 1991-2020, la température moyenne annuelle observée sur la station météorologique la plus proche, située sur la commune de Palaminy à 22 km à vol d'oiseau, est de 13,2 °C et le cumul annuel moyen de précipitations est de 715,2 mm,. Pour l'avenir, les paramètres climatiques de la commune estimés pour 2050 selon différents scénarios d'émission de gaz à effet de serre sont consultables sur un site dédié publié par Météo-France en novembre 2022.

### Milieux naturels et biodiversité

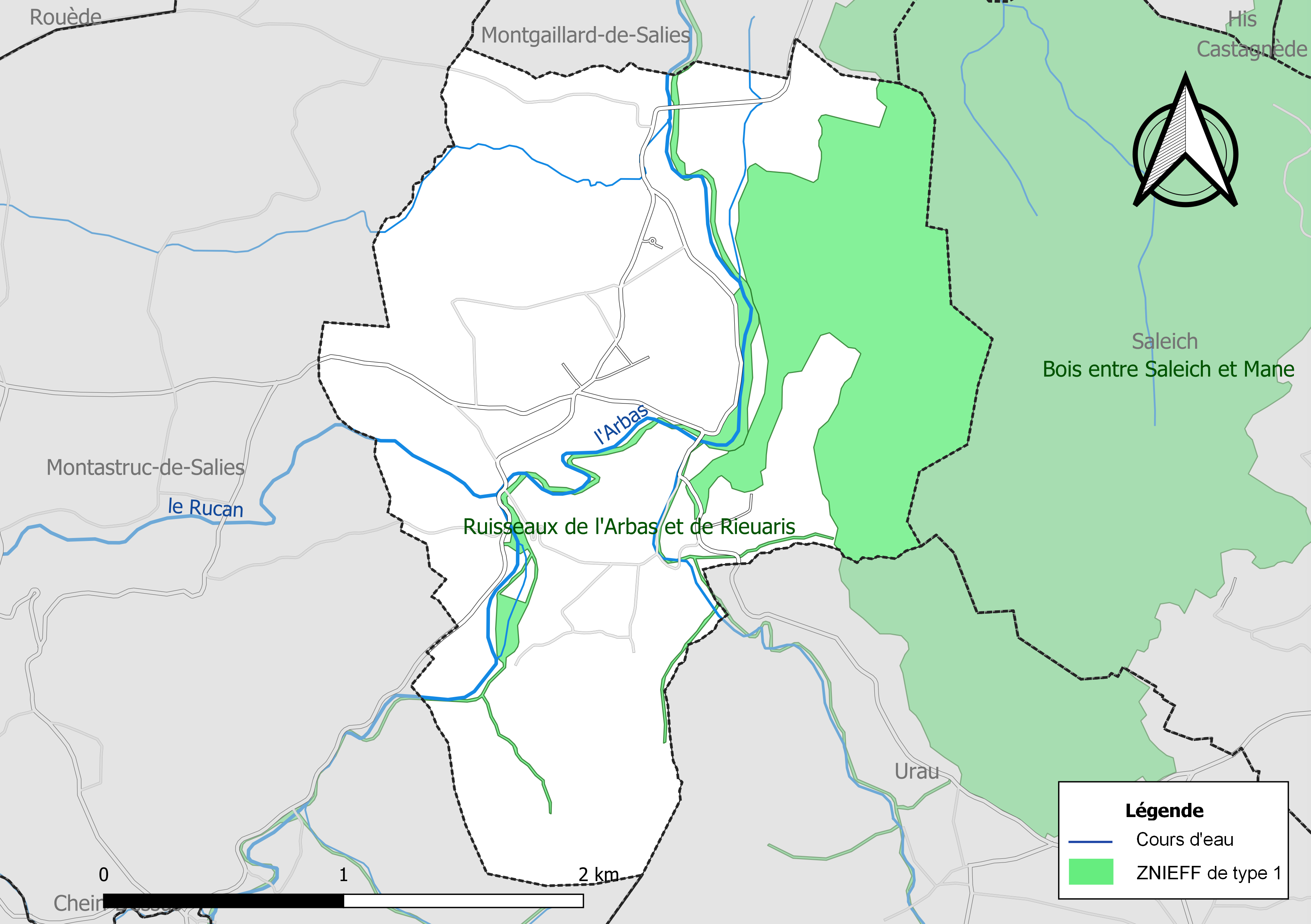
Carte des ZNIEFF de type 1 localisées sur la commune.

L’inventaire des zones naturelles d'intérêt écologique, faunistique et floristique (ZNIEFF) a pour objectif de réaliser une couverture des zones les plus intéressantes sur le plan écologique, essentiellement dans la perspective d’améliorer la connaissance du patrimoine naturel national et de fournir aux différents décideurs un outil d’aide à la prise en compte de l’environnement dans l’aménagement du territoire.
Deux ZNIEFF de type 1 sont recensées sur la commune :
les « bois entre Saleich et Mane » (882 ha), couvrant 6 communes du département et 
les « ruisseaux de l'Arbas et de Rieuaris » (64 ha), couvrant 9 communes du département
et une ZNIEFF de type 2, : 
le « massif de l'Arbas » (27 233 ha), couvrant 45 communes dont 24 dans l'Ariège et 21 dans la Haute-Garonne.

## Urbanisme

### Typologie
Au 1er janvier 2024, Castelbiague est catégorisée commune rurale à habitat dispersé, selon la nouvelle grille communale de densité à sept niveaux définie par l'Insee en 2022.
Elle est située hors unité urbaine et hors attraction des villes,.

### Occupation des sols
L'occupation des sols de la commune, telle qu'elle ressort de la base de données européenne d’occupation biophysique des sols Corine Land Cover (CLC), est marquée par l'importance des territoires agricoles (66,1 % en 2018), une proportion identique à celle de 1990 (66,1 %). La répartition détaillée en 2018 est la suivante : 
zones agricoles hétérogènes (39,9 %), forêts (33,9 %), prairies (26,2 %). L'évolution de l’occupation des sols de la commune et de ses infrastructures peut être observée sur les différentes représentations cartographiques du territoire : la carte de Cassini (XVIIIe siècle), la carte d'état-major (1820-1866) et les cartes ou photos aériennes de l'IGN pour la période actuelle (1950 à aujourd'hui).

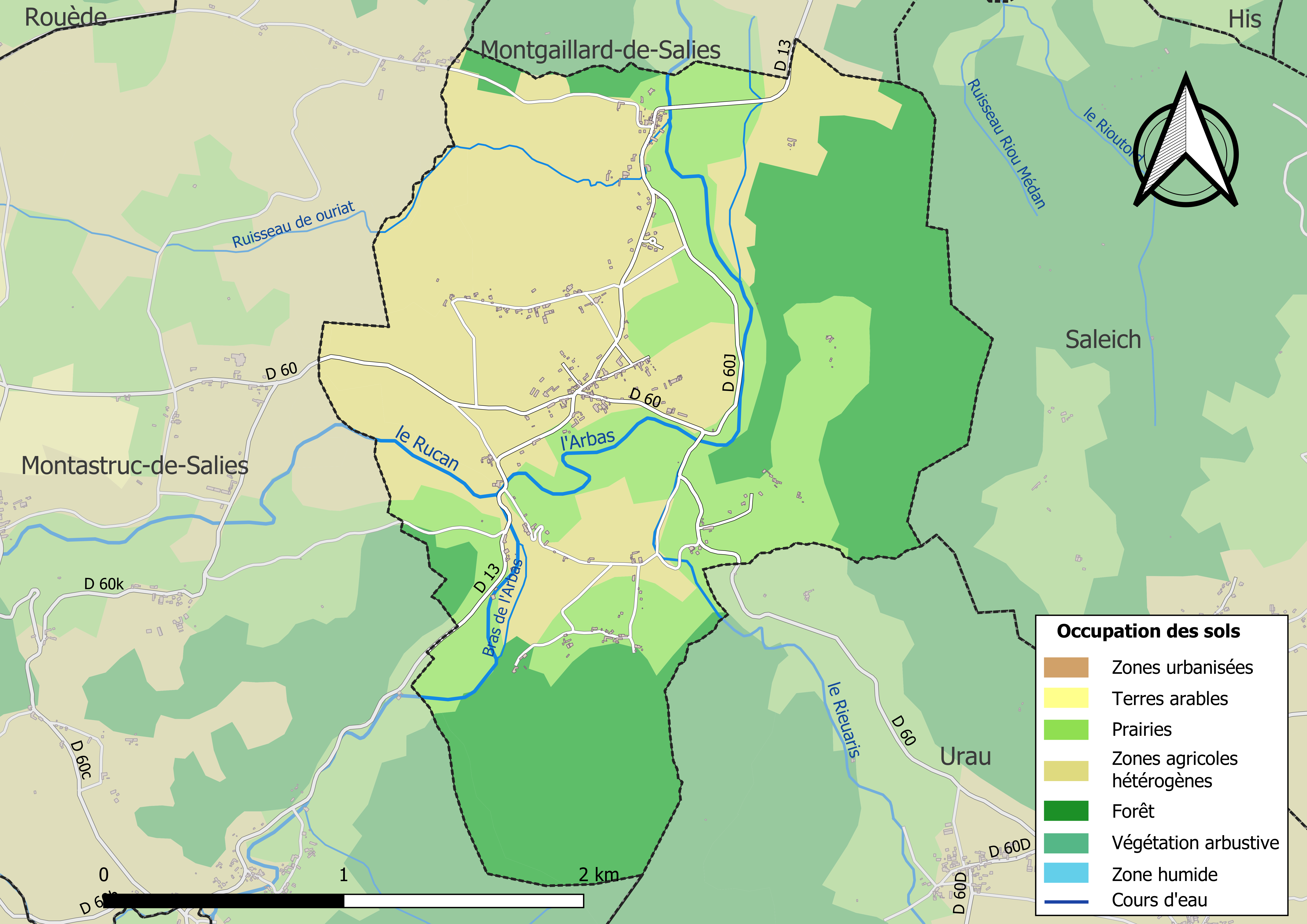
Carte des infrastructures et de l'occupation des sols de la commune en 2018 (CLC).

### Voies de communication et transports
Accès par l'autoroute A64 sortie no 20 puis la route départementale D 117 et D 13 et avec le réseau Arc-en-ciel ainsi qu'en gare de Saint-Gaudens ou en gare de Boussens sur la ligne Toulouse - Bayonne..

### Risques majeurs
Le territoire de la commune de Castelbiague est vulnérable à différents aléas naturels : météorologiques (tempête, orage, neige, grand froid, canicule ou sécheresse), inondations, feux de forêts et séisme (sismicité modérée). Un site publié par le BRGM permet d'évaluer simplement et rapidement les risques d'un bien localisé soit par son adresse soit par le numéro de sa parcelle.
Certaines parties du territoire communal sont susceptibles d’être affectées par le risque d’inondation par débordement de cours d'eau, notamment le Rucan. La commune a été reconnue en état de catastrophe naturelle au titre des dommages causés par les inondations et coulées de boue survenues en 1982, 1999 et 2009,.
Un plan départemental de protection des forêts contre les incendies a été approuvé par arrêté préfectoral du 25 septembre 2006. Castelbiague est exposée au risque de feu de forêt du fait de la présence sur son territoire des massifs des piémonts des Pyrénées et des Pyrénées. Il est ainsi défendu aux propriétaires de la commune et à leurs ayants droit de porter ou d’allumer du feu dans l'intérieur et à une distance de 200 mètres des bois, forêts, plantations, reboisements ainsi que des landes. L’écobuage est également interdit, ainsi que les feux de type méchouis et barbecues, à l’exception de ceux prévus dans des installations fixes (non situées sous couvert d'arbres) constituant une dépendance d'habitation,

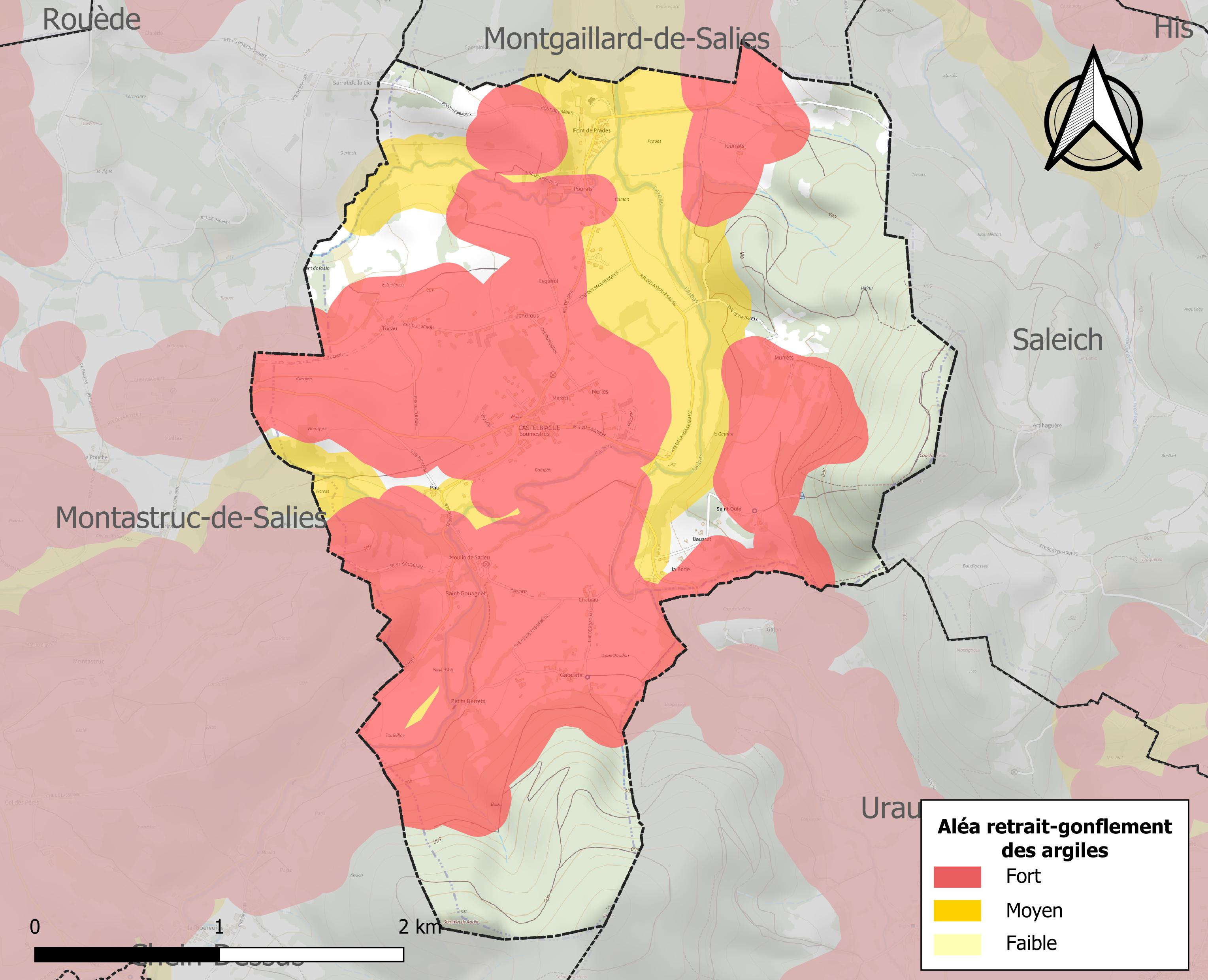
Carte des zones d'aléa retrait-gonflement des sols argileux de Castelbiague.

Le retrait-gonflement des sols argileux est susceptible d'engendrer des dommages importants aux bâtiments en cas d’alternance de périodes de sécheresse et de pluie. 72,2 % de la superficie communale est en aléa moyen ou fort (88,8 % au niveau départemental et 48,5 % au niveau national). Sur les 137 bâtiments dénombrés sur la commune en 2019, 133 sont en aléa moyen ou fort, soit 97 %, à comparer aux 98 % au niveau départemental et 54 % au niveau national. Une cartographie de l'exposition du territoire national au retrait gonflement des sols argileux est disponible sur le site du BRGM,.
Par ailleurs, afin de mieux appréhender le risque d’affaissement de terrain, l'inventaire national des cavités souterraines permet de localiser celles situées sur la commune.
Concernant les mouvements de terrains, la commune a été reconnue en état de catastrophe naturelle au titre des dommages causés par la sécheresse en 1989 et par des mouvements de terrain en 1999.

## Toponymie
Le 26 avril 1350 Bernard d'Aspet seigneur de Castro Aceto est l'un des puissants seigneurs témoins de la vente de la vicomté de Turenne par Cécile de Comminges, comtesse de Comminges et d'Urgel, à Guillaume III Roger de Beaufort son beau-frère.
Les auteurs de l'histoire générale du Languedoc qui fait autorité et qui ont transcrit en français cet acte latin ont désigné ce Bernard d'Aspet "seigneur de Castrasset" n'ayant pas trouvé à quoi correspondait ce Castro Aceto et ont été repris par les auteurs qui les ont suivis, à l'exception de l'abbé Corraze, mais il n'y a aucun Castrasset en Comminges et en particulier dans la baronnie d'Aspet.
Il s'agit de Castelbiague qui s'appelait dans de nombreux textes avant le début du XVIIe siècle "Castro Aceto" en latin et "Castet Vinaigre" ou Castet Vinagre" dans les actes notariés, ce qui signifie normalement ville fortifiée ou château où le vin est aigre. Les 16 juillet 1600 et 10 aout 1606 deux actes sont passés au château de Moncaup à Castet Vinaigre par Dupuy notaire d'Aspet.
L'appellation évolue en Castet Viague ou Castet Biague dont la prononciation locale est quasi identique, la déformation ayant du être tacitement agréée par la population pour oublier cette image dévalorisante de vin aigre. La traduction en occitan de vinaigre donnerait vinagre. Cette déformation ne s'explique pas, elle se constate.
Castelbiague sonnant sans doute moins populaire (à l'époque on ne désignait pas les parler locaux par le terme occitan mais par l'appellation "langue vulgaire" qui n'avait rien de péjoratif) et plus français que Castet Biague a été retenu par toutes les administrations et le notariat dans le courant du XVIIe siècle.
Certains ont cru pouvoir avancer une autre explication toponymique : Castelbiague = Castel via aqua qui signifierait le château à côté de l'eau. L'onomastique ne semble pas pouvoir donner une trajectoire acceptable qui conduirait à Castelbiague, de plus ce serait méconnaître les textes anciens du XVIe siècle et auparavant qui font tous état de Castro Aceto et Castet Vinaigre.
Le célèbre pouillé commingeois de 1387  cite parmi les cures de l'archiprêtré de Salies "de Castro-Aceto de Castanheda et de Francocasale" désignant ainsi Castelbiague 31160, Castagnède 31260 et Francazal 31260.

Le cadastre de 1664 des archives communales  est intitulé "Cadastre de Castet Viague".

## Histoire
Du Moyen Âge jusqu'au XVIe siècle, les barons d'Aspet sont les seuls seigneurs de Castelbiague. La famille de SARRIEU installée précédemment à Izaut-de-l'Hôtel va en prendre possession dès le début du XVIIe siècle.
Le 16 juillet 1600 est passé au château de Moncaup à Castelbiague le contrat de mariage du fils aîné de Jean de Sarrieu, d'Izaut-de-l'Hôtel, et Constance de Fauré mariés le 25 janvier 1584 à Sengouagnet ; Géraud est âgé tout au plus de 15 ans et est conjoint par contrat avec Géraude de Qué, fille unique et héritière de feu François de Qué, seigneur de Moncaup très gros propriétaire à Castelbiague et Marguerite Dupac. L'épousée est au plus âgée de 7 ans, ses parents s'étant mariés le 22 novembre 1592. Ce contrat ne sera insinué au parlement de Toulouse qu'en 1607, date vraisemblable du mariage religieux. Marguerite Dupac veuve depuis longtemps bien qu'âgée au plus de 34 ans convole le 1er février 1607 en secondes noces avec Corbairan de Miglos seigneur de Luzenac au comté de Foix mais dès 1604 Jean de Sarrieu s'était installé au château de Castelbiague qu'il ne quittera plus. Géraude de Qué, elle, meurt peu après son mariage, entre janvier et avril 1609, après avoir fait un testament en faveur de son mari le 22 janvier 1609.
Jean de Sarrieu négocie alors avec la famille de Qué le 4 juillet 1610 pour 15400 livres le rachat du château de Castelbiague avec 4 métairies et le moulin à 2 meules sur Larriuet. Les droits seigneuriaux de lods et ventes sur cette acquisition sont alors payés le 12 novembre 1610 par les Sarrieu au représentant de Marguerite de Villemur St Paul qui possède la baronnie de Montastruc dont Castelbiague dépend.
Le 3 juillet 1624 Jean d'Ustou seigneur de Montgaillard, Couret et autres lieux vend à Jean et Géraud de Sarrieu père et fils, qui ont vendu entretemps leurs biens d'Izaut de l'Hôtel, la moitié de la seigneurie de Castelbiague avec la moitié des droits de justice haute, moyenne et basse et divers droits à Montastruc.
En mars 1639, Louis XIII décide la vente par engagement de la baronnie d'Aspet. Le 12 décembre 1642, Guy d'Encausse seigneur de Labastide près de Rieucazé, se rend acquéreur de Castelbiague qu'il cède à Guy de Sarrieu, sans doute l'autre moitié de la seigneurie. En 1667, par édit du mois d'avril, le roi Louis XIV ordonne le rachat des dix-huit paroisses engagées en 1642 et 1643, dont Castelbiague fait partie. Elles rentrèrent toutes dans le domaine royal, mais par la suite certaines furent vendues à nouveau dont Castelbiague le 27 juin 1697. Pour 350 livres, la seigneurie passe donc définitivement entre les mains de la famille Sarrieu.
Les différents possesseurs seront : 
- Géraud, remarié le 10 juin 1609 à Bertrande de Binos ; lui et son père décèderont de la peste en 1631.
- Guy de Sarrieu, seigneur de Martres et Castelbiague, leur fils, épouse le 2 août 1647 Jeanne de Latour Lendorthe ;
- François de Sarrieu, seigneur de Martres et Castelbiague, leur fils, épouse le 2 juin 1679 à Mancioux Françoise de Vendomois ;
- François de Sarrieu, seigneur de Martres et Castelbiague, leur fils, épouse le 6 février 1722 à Villarzel du Razès Catherine d'Hélie. La famille quitte alors Castelbiague pour s'installer au château de Martres-Tolosane ;
- Louis François de Sarrieu, seigneur de Martres et Castelbiague, Villarzel etc., leur fils, épouse avec dispense de consanguinité du 3e au 4e degré accordée par le pape[40] Elisabeth de Portes de Pardaillan, fille d'un président du parlement de Toulouse et rend hommage pour Castelbiague au roi de France devant le parlement de Navarre en 1763[41]. Début 1767, il délègue ses pouvoirs seigneuriaux à Bertrand de Lafitte son beau-frère, idem en 1771 où il fait casser l'élection consulaire annuelle du 16 mars 1771 au motif qu'il n'y avait pas de représentant élu du côté de la rivière où se trouve le château, Castelbiague étant coupée en deux par la rivière l'Arbas[42].

La seigneurie échoit en partage à Marie Antoinette de Sarrieu, sœur de Louis François et mariée avec Bertrand de Lafitte, elle en rend aussi hommage devant le parlement de Navarre en 1779 et la gardera jusqu'en 1789.
Au XVIIIe siècle la commune partage sa cure avec les localités de Castagnède et de Francazal.
Le village est coupé par l'Arbas, avec des maisons et des hameaux se dispersant sur les deux rives.
En 1816 les communes de Castelbiague et Francazal sont rattachées pour un temps à la mairie de Saleich, représentées respectivement par S. Bréteil et F. Couret.
Le cadastre de Castelbiague que l'on peut consulter ici "cadastre de 1664" a été élaboré de 1664 à 1671 par Jacques Gouioun, agent de la maîtrise de St Gaudens.
Il liste en 143 pages les nombreux propriétaires de la commune avec pour chacun une liste des immeubles et pièces de terre possédées avec toutes leurs confrontations permettant de les situer, la qualité de chaque pièce estimée sur le plan agricole qui est notée du 1er degré 6 fois plus taxé que le 6ème et dernier degré. Suit pour chacun de ces postes l'estimation de valeur de la parcelle en livre, sous et deniers qui servira à établir les impôts.
Un répertoire des 120 propriétaires ou chefs de famille recensés occupe les pages 5 à 9.

## Politique et administration

### Administration municipale
Le nombre d'habitants au recensement de 2011 étant compris entre 100 et 499, le nombre de membres du conseil municipal pour l'élection de 2014 est de onze,.

### Rattachements administratifs et électoraux
Commune faisant partie de la huitième circonscription de la Haute-Garonne, de la communauté de communes Cagire-Garonne-Salat et du canton de Bagnères-de-Luchon (avant le redécoupage départemental de 2014, Castelbiague faisait partie de l'ex-canton de Salies-du-Salat et, avant le 1er janvier 2017, de la Communauté de communes du canton de Salies-du-Salat).

### Liste des maires
| Période                                  | Période  | Identité        | Étiquette | Qualité         |
| ---------------------------------------- | -------- | --------------- | --------- | --------------- |
| Les données manquantes sont à compléter. |          |                 |           |                 |
| 1971                                     | 2001     | Georges Braquet |           |                 |
| mars 2001                                | 2020     | Pierre Braquet  | PS        | Agent technique |
| 2020                                     | En cours | Henri Ribet     |           |                 |

## Population et société

### Démographie
L'évolution du nombre d'habitants est connue à travers les recensements de la population effectués dans la commune depuis 1793. Pour les communes de moins de 10 000 habitants, une enquête de recensement portant sur toute la population est réalisée tous les cinq ans, les populations de référence des années intermédiaires étant quant à elles estimées par interpolation ou extrapolation. Pour la commune, le premier recensement exhaustif entrant dans le cadre du nouveau dispositif a été réalisé en 2004.

En 2022, la commune comptait 243 habitants, en évolution de −5,08 % par rapport à 2016 (Haute-Garonne : +8,02 %, France hors Mayotte : +2,11 %).
| 1793 | 1800 | 1806 | 1821 | 1831 | 1836 | 1841 | 1846 | 1851 |
| ---- | ---- | ---- | ---- | ---- | ---- | ---- | ---- | ---- |
| 401  | 378  | 348  | 478  | 557  | 573  | 545  | 545  | 570  |

| 1856 | 1861 | 1866 | 1872 | 1876 | 1881 | 1886 | 1891 | 1896 |
| ---- | ---- | ---- | ---- | ---- | ---- | ---- | ---- | ---- |
| 539  | 486  | 488  | 450  | 437  | 444  | 424  | 377  | 399  |

| 1901 | 1906 | 1911 | 1921 | 1926 | 1931 | 1936 | 1946 | 1954 |
| ---- | ---- | ---- | ---- | ---- | ---- | ---- | ---- | ---- |
| 406  | 422  | 412  | 305  | 284  | 278  | 265  | 222  | 234  |

| 1962 | 1968 | 1975 | 1982 | 1990 | 1999 | 2004 | 2006 | 2009 |
| ---- | ---- | ---- | ---- | ---- | ---- | ---- | ---- | ---- |
| 204  | 205  | 208  | 210  | 205  | 209  | 227  | 230  | 226  |

| 2014 | 2019 | 2022 | - | - | - | - | - | - |
| ---- | ---- | ---- | - | - | - | - | - | - |
| 250  | 241  | 243  | - | - | - | - | - | - |

| selon la population municipale des années : | 1968 | 1975 | 1982 | 1990 | 1999 | 2006 | 2009 | 2013 |
| Rang de la commune dans le département      | 390  | 215  | 271  | 340  | 345  | 353  | 362  | 355  |
| Nombre de communes du département           | 592  | 582  | 586  | 588  | 588  | 588  | 589  | 589  |

### Enseignement
Castelbiague fait partie de l'académie de Toulouse.
L'éducation est assurée par un regroupement pédagogique intercommunal pour les classes de la maternelle au primaire avec les communes d'Arbas, Montastruc-de-Salies et Rouède.

### Culture et festivité
Comité des fêtes,

### Activités sportives
Chasse, randonnée pédestre,

### Écologie et recyclage
Déchetterie du SIVOM sur la commune de Mane.

## Économie

### Revenus
En 2018  (données Insee publiées en septembre 2021), la commune compte 96 ménages fiscaux, regroupant 235 personnes. La médiane du revenu disponible par unité de consommation est de 20 200 € (23 140 € dans le département).

### Emploi
|                | 2008  | 2013  | 2018   |
| -------------- | ----- | ----- | ------ |
| Commune        | 5,1 % | 5,6 % | 13,7 % |
| Département    | 7,7 % | 9,6 % | 9,3 %  |
| France entière | 8,3 % | 10 %  | 10 %   |

En 2018, la population âgée de 15 à 64 ans s'élève à 149 personnes, parmi lesquelles on compte 78,8 % d'actifs (65,1 % ayant un emploi et 13,7 % de chômeurs) et 21,2 % d'inactifs,. En  2018, le taux de chômage communal (au sens du recensement) des 15-64 ans est supérieur à celui du département et de la France, alors qu'en 2008 la situation était inverse.
La commune est hors attraction des villes,. Elle compte 25 emplois en 2018, contre 27 en 2013 et 30 en 2008. Le nombre d'actifs ayant un emploi résidant dans la commune est de 102, soit un indicateur de concentration d'emploi de 24,9 % et un taux d'activité parmi les 15 ans ou plus de 59,4 %.
Sur ces 102 actifs de 15 ans ou plus ayant un emploi, 21 travaillent dans la commune, soit 21 % des habitants. Pour se rendre au travail, 93 % des habitants utilisent un véhicule personnel ou de fonction à quatre roues, 3 % les transports en commun, 1 % s'y rendent en deux-roues, à vélo ou à pied et 3 % n'ont pas besoin de transport (travail au domicile).

### Activités hors agriculture
13 établissements sont implantés  à Castelbiague au 31 décembre 2019.
Le secteur du commerce de gros et de détail, des transports, de l'hébergement et de la restauration est prépondérant sur la commune puisqu'il représente 38,5 % du nombre total d'établissements de la commune (5 sur les 13 entreprises implantées  à Castelbiague), contre 25,9 % au niveau départemental.

### Agriculture
|               | 1988 | 2000 | 2010 | 2020 |
| ------------- | ---- | ---- | ---- | ---- |
| Exploitations | 22   | 13   | 4    | 5    |
| SAU (ha)      | 330  | 320  | 307  | 295  |

La commune est dans les « Pyrénées centrales », une petite région agricole occupant le sud du département de la Haute-Garonne, massif montagneux où s’étagent les vallées profondes, la forêt et les zones intermédiaires, les estives. En 2020, l'orientation technico-économique de l'agriculture  sur la commune est l'élevage bovin, orientation mixte lait et viande. Cinq exploitations agricoles ayant leur siège dans la commune sont dénombrées lors du recensement agricole de 2020 (22 en 1988). La superficie agricole utilisée est de 295 ha,,.

## Culture locale et patrimoine

### Lieux et monuments
- L'oratoire Saint-Sigismond (1834)
- Le château Compans (1839)
- L'église Notre-Dame de l'Assomption (1887)
- La Fontaine de pierre des Gaouats (1910)
- L'ancienne scierie (1890)
- L'église Saint-Sigismond (première moitié du XVIIe siècle)
- Le moulin de Sarrieu, sur l'Arbas, à trois meules destiné à moudre le blé. Construction autorisée le 27 août 1612 par le sénéchal réformateur des forêts de la baronnie d'Aspet et fondé avant le 30 avril 1613[59] par Jean de Sarrieu.

### Personnalités liées à la commune
- Jacques Favino (1920-1999), luthier dont le fils Jean-Pierre a pris la succession.
- Jean Dominique Compans (1769-1945), général de la Grande Armée
- Henri Ternaux-Compans (1807-1864), historien, député de Loire-Atlantique, propriétaire du château où il est mort.
- Yvette Garrabé (1921-1944), résistante née sur la commune

## Pour approfondir